# Principado episcopal de Coira
El Principado Episcopal de Coira (en alemán: Hochstift Chur, Fürstbistum Chur, Bistum Chur) fue un principado eclesiástico del Sacro Imperio Romano Germánico y tenía Inmediatez imperial. El principado controlaba tierras desde la ciudad de Coira, hasta Engadina y Vinschgau. El Estado histórico no se debe confundir con la Diócesis de Coira que todavía existe, incluso si el obispado era el mismo hombre.
A partir del siglo XV, la Liga de la Casa de Dios dirigió el gobierno. Las Tres Ligas asumieron entonces el poder efectivo del Principado-Obispado (mientras que en Vinschgau el control pasó a los Habsburgo) y, después de la Reforma Protestante, los territorios del obispo permanecieron como territorio exclusivo del principado. El obispo tenía el voto número 51 en la Dieta Imperial.

## Historia
El obispado de Coira fue fundado por primera vez en el año 451, cuando Asinio fue nombrado obispo de Coira. En 1170, el emperador Federico I Barbarroja elevó el obispado de Coira al título de príncipe-obispado.
En octubre de 1621, el coronel Baldiron de Austria atacó el obispado y la Liga de la Casa de Dios en su conjunto con 8.000 hombres. El 22 de noviembre del mismo año, Baldiron y sus soldados capturaron Coira. En el acuerdo de paz resultante, Austria tomó la Baja Engadina de Coira y conservó el derecho a estacionar tropas en Coira y utilizar sus caminos. El 27 de octubre de 1624, un ejército de 8.000 soldados franceses y suizos atacó a los austriacos estacionados en Coira, liderados por el marqués de Coeuvres. Debido a que Austria había retirado gran parte de su guarnición durante la primavera, el ejército de 8.000 hombres rápidamente superó a la guarnición esquelética austriaca y se apoderó de Coira y las tierras circundantes. Durante la época de las campañas transalpinas de la Antigua Confederación Suiza, las Tres Ligas tomaron el control de Valtellina, Bormio y Chiavenna.

## Religión
Al ser un estado eclesiástico, su líder era nombrado por el Papa. Sin embargo, se sabe que al menos en una ocasión, en 1440, el obispo electo solicitó la confirmación del arzobispo de Maguncia, en lugar del papa de turno, Eugenio IV. En 1441, Heinrich von Höwen, quien ya era obispo de Constanza, se convirtió también en obispo de Coira. El 12 de enero de 1447, el papa Eugenio IV emitió una bula papal al emperador Federico III, permitiéndole nombrar obispos para Coira, de por vida.

## Lista de Obispos
- Enrique II: 1180–1193 {{sfn|Napran|2005|p=89
- Arnoldo II: 1210–24 de diciembre de 1221 [10][11]
- Rodolfo II: 1223–1226 [11]
- Bertoldo: 1226−25 de agosto de 1233[12][11]
- Ulrico IV: 1233–1237 [11]
- Volcnand: 1238–1251 [11]
- Heinrich von Höwen: 1441-? [8]